# Liste der Die-drei-???-Folgen

Die-drei-???-Logo

Die-drei-???-Kids-Logo

Dies ist eine Folgenliste der Serien Die drei ??? und Die drei ??? Kids. Als Verleger treten für die Bücher der Kosmos-Verlag für den deutschsprachigen und Random House für den amerikanischen Markt sowie das Label Europa für die deutschsprachigen Hörspiele in Erscheinung. Diese haben zum Teil unterschiedliche Folgenzählungen gewählt.

## Die drei???

### US-Serie
- Bücher:
  - Zwischen 1964 und 1990 veröffentlichte Random House insgesamt 58 Bücher. Übersetzt wurden diese größtenteils von Leonore Puschert.
  - Im Jahre 2010 erwarb Kosmos die Lizenz für drei bislang unveröffentlichte Romane der US-amerikanischen Autoren Peter Lerangis, G. H. Stone (Pseudonym von Gayle Lynds) sowie Megan und H. William Stine. Diese wurden 2011 als Sonderedition in einer Top Secret Edition (TSE1) im deutschsprachigen Raum veröffentlicht. Die Romane der TSE wurden von Kari Erlhoff und Astrid Vollenbruch übersetzt. 2014 wurden die beiden fehlenden US-Romane von William McCay und Mary Virginia Carey in einer Top Secret Edition 2 (TSE2) veröffentlicht. Shoot the works von William McCay basiert auf einer lektorierten Fan-Übersetzung von Detlev und Martina Beiderbeck, Stephanie Berger, Matthias Bogucki, Sven Haarmann und Tanja und Thomas Hoock. The Case of the Savage Statue von M. V. Carey wurde von Michael Kühlen übersetzt.
  - Im April 2015 wurden die ersten Bände in einer leicht veränderten Originalausgabe als E-Book vom Kosmos-Verlag herausgebracht. Alfred Hitchcock wurde in diesen Neufassungen durch Albert Hitfield ersetzt, die Originalnamen der drei Detektive blieben bestehen, und auch Handlung und Ausdruck wurden dem 2015er Zeitgeist unterworfen.
  - Im Oktober 2023 wurde bekannt, dass der Kosmos-Verlag das Manuskript des Romans The Mystery of the Ghost Train von Mary Virginia Carey erworben hat. Dieser wurde ursprünglich 1987 geschrieben, aufgrund der Einstellung der Originalserie aber nicht mehr veröffentlicht. Im Februar 2024 erschien der Roman auf Deutsch unter dem Titel ...und der schreiende Zug. Die deutsche Übersetzung stammt von Anja Herre.
- Hörspiele:
  - Alle erschienenen Hörspiele wurden unter der Regie von Heikedine Körting produziert und nach den Hörspielskripten von H. G. Francis vertont.
  - Die Manuskripte zu den Folgen aus den Top-Secret-Editionen stammen von André Minninger.

| Nr. Buch (Kosmos)                       | Nr. Hörspiel (Europa) | Nr. Buch (Random House) | amerikanischer Titel                                                        | deutscher Titel                           | Autor                    | Jahr Buch Random House | Jahr Buch (Kosmos) | Jahr Hörspiel (Europa)                  |
| --------------------------------------- | --------------------- | ----------------------- | --------------------------------------------------------------------------- | ----------------------------------------- | ------------------------ | ---------------------- | ------------------ | --------------------------------------- |
| 1                                       | 11                    | 1                       | The Secret of Terror Castle Als veränderte Originalausgabe                  | … und das Gespensterschloss               | Robert Arthur            | 1964                   | 1968 2015          | 1980                                    |
| 8                                       | 1                     | 2                       | The Mystery of the Stuttering Parrot Als veränderte Originalausgabe         | … und der Super-Papagei                   | Robert Arthur            | 1964                   | 1972 2015          | 1979 2004 (…und der Super Papagei 2004) |
| 2                                       | 10                    | 3                       | The Mystery of the Whispering Mummy Als veränderte Originalausgabe          | … und die flüsternde Mumie                | Robert Arthur            | 1965                   | 1969 2015          | 1980                                    |
| 14                                      | 8                     | 4                       | The Mystery of the Green Ghost                                              | … und der grüne Geist                     | Robert Arthur            | 1965                   | 1975               | 1979                                    |
| 10                                      | 22                    | 5                       | The Mystery of the Vanishing Treasure Als veränderte Originalausgabe        | … und der verschwundene Schatz            | Robert Arthur            | 1966                   | 1973 2015          | 1981                                    |
| 11                                      | 18                    | 6                       | The Secret of Skeleton Island                                               | … und die Geisterinsel                    | Robert Arthur            | 1966                   | 1973               | 1980                                    |
| 3                                       | 5                     | 7                       | The Mystery of the Fiery Eye Als veränderte Originalausgabe                 | … und der Fluch des Rubins                | Robert Arthur            | 1967                   | 1970 2015          | 1979                                    |
| 26                                      | 24                    | 8                       | The Mystery of the Silver Spider                                            | … und die silberne Spinne                 | Robert Arthur            | 1967                   | 1981               | 1981                                    |
| 4                                       | 12                    | 9                       | The Mystery of the Screaming Clock Als veränderte Originalausgabe           | … und der seltsame Wecker                 | Robert Arthur            | 1968                   | 1970 2015          | 1980                                    |
| 13                                      | 19                    | 10                      | The Mystery of the Moaning Cave                                             | … und der Teufelsberg                     | William Arden            | 1968                   | 1974               | 1980                                    |
| 5                                       | 6                     | 11                      | The Mystery of the Talking Skull Als veränderte Originalausgabe             | … und der sprechende Totenkopf            | Robert Arthur            | 1969                   | 1971 2015          | 1979                                    |
| 6                                       | 13                    | 12                      | The Mystery of the Laughing Shadow Als veränderte Originalausgabe           | … und der lachende Schatten               | William Arden            | 1969                   | 1971 2015          | 1980                                    |
| 7                                       | 4                     | 13                      | The Secret of the Crooked Cat Als veränderte Originalausgabe                | … und die schwarze Katze                  | William Arden            | 1970                   | 1971 2015          | 1979                                    |
| 9                                       | 7                     | 14                      | The Mystery of the Coughing Dragon Als veränderte Originalausgabe           | … und der unheimliche Drache              | Nick West                | 1970                   | 1972 2015          | 1979                                    |
| 22                                      | 20                    | 15                      | The Mystery of the Flaming Footprints                                       | … und die flammende Spur                  | M. V. Carey              | 1971                   | 1979               | 1980                                    |
| 12                                      | 15                    | 16                      | The Mystery of the Nervous Lion                                             | … und der rasende Löwe                    | Nick West                | 1971                   | 1974               | 1980                                    |
| 15                                      | 25                    | 17                      | The Mystery of the Singing Serpent                                          | … und die singende Schlange               | M. V. Carey              | 1972                   | 1975               | 1981                                    |
| 16                                      | 9                     | 18                      | The Mystery of the Shrinking House                                          | … und die rätselhaften Bilder             | William Arden            | 1972                   | 1976               | 1979                                    |
| 18                                      | 2                     | 19                      | The Secret of Phantom Lake                                                  | … und der Phantomsee                      | William Arden            | 1973                   | 1977               | 1979                                    |
| 17                                      | 14                    | 20                      | The Mystery of Monster Mountain                                             | … und das Bergmonster                     | M. V. Carey              | 1973                   | 1976               | 1980                                    |
| 19                                      | 16                    | 21                      | The Secret of the Haunted Mirror                                            | … und der Zauberspiegel                   | M. V. Carey              | 1974                   | 1977               | 1980                                    |
| 20                                      | 17                    | 22                      | The Mystery of the Dead Man’s Riddle                                        | … und die gefährliche Erbschaft           | William Arden            | 1974                   | 1978               | 1980                                    |
| 21                                      | 3                     | 23                      | The Mystery of the Invisible Dog                                            | … und der Karpatenhund                    | M. V. Carey              | 1975                   | 1978               | 1979                                    |
| 24                                      | 26                    | 24                      | The Mystery of Death Trap Mine                                              | … und die Silbermine                      | M. V. Carey              | 1976                   | 1980               | 1981                                    |
| 23                                      | 21                    | 25                      | The Mystery of the Dancing Devil                                            | … und der tanzende Teufel                 | William Arden            | 1976                   | 1979               | 1980                                    |
| 25                                      | 23                    | 26                      | The Mystery of the Headless Horse                                           | … und das Aztekenschwert                  | William Arden            | 1977                   | 1980               | 1981                                    |
| 27                                      | 27                    | 27                      | The Mystery of the Magic Circle                                             | … und der magische Kreis                  | M. V. Carey              | 1978                   | 1981               | 1981                                    |
| 28                                      | 28                    | 28                      | The Mystery of the Deadly Double                                            | … und der Doppelgänger                    | William Arden            | 1978                   | 1982               | 1982                                    |
| –                                       | 29                    | –                       | –                                                                           | Die Original-Musik der Europa-Jugendserie | Bert Brac / Betty George | –                      | –                  | 1982 1996                               |
| 31                                      | 32                    | 29                      | The Mystery of the Sinister Scarecrow                                       | … und der Ameisenmensch                   | M. V. Carey              | 1979                   | 1983               | 1983                                    |
| 29                                      | 30                    | 30                      | The Secret of Shark Reef                                                    | … und das Riff der Haie                   | William Arden            | 1979                   | 1982               | 1982                                    |
| 30                                      | 31                    | 31                      | The Mystery of the Scar-Faced Beggar                                        | … und das Narbengesicht                   | M. V. Carey              | 1981                   | 1982               | 1983                                    |
| 32                                      | 33                    | 32                      | The Mystery of the Blazing Cliffs                                           | … und die bedrohte Ranch                  | M. V. Carey              | 1981                   | 1983               | 1983                                    |
| 33                                      | 34                    | 33                      | The Mystery of the Purple Pirate                                            | … und der rote Pirat                      | William Arden            | 1982                   | 1984               | 1984                                    |
| 34                                      | 35                    | 34                      | The Mystery of the Wandering Caveman                                        | … und der Höhlenmensch                    | M. V. Carey              | 1982                   | 1984               | 1984                                    |
| 35                                      | 36                    | 35                      | The Mystery of the Kidnapped Whale                                          | … und der Super-Wal                       | Marc Brandel             | 1983                   | 1985               | 1985                                    |
| 36                                      | 37                    | 36                      | The Mystery of the Missing Mermaid                                          | … und der heimliche Hehler                | M. V. Carey              | 1983                   | 1985               | 1985                                    |
| 38                                      | 39                    | 37                      | The Mystery of the Two-Toed Pigeon                                          | … und die Perlenvögel                     | Marc Brandel             | 1984                   | 1986               | 1986                                    |
| 39                                      | 40                    | 38                      | The Mystery of the Smashing Glass                                           | … und der Automarder                      | William Arden            | 1984                   | 1987               | 1986                                    |
| 37                                      | 38                    | 39                      | The Mystery of the Trail of Terror                                          | … und der unsichtbare Gegner              | M. V. Carey              | 1984                   | 1986               | 1986                                    |
| 43                                      | 44                    | 40                      | The Mystery of the Rogues’ Reunion                                          | … und der gestohlene Preis                | Marc Brandel             | 1985                   | 1988               | 1988                                    |
| 42                                      | 43                    | 41                      | The Mystery of the Creep-Show Crooks                                        | … und der höllische Werwolf               | M. V. Carey              | 1985                   | 1988               | 1988                                    |
| 44                                      | 45                    | 42                      | The Mystery of Wreckers’ Rock                                               | … und das Gold der Wikinger               | William Arden            | 1986                   | 1989               | 1989                                    |
| 45                                      | 46                    | 43                      | The Mystery of the Cranky Collector                                         | … und der schrullige Millionär            | M. V. Carey              | 1987                   | 1989               | 1989                                    |
| –                                       | –                     | 44                      | The Mystery of the Counterfeit Train Crash / The Mystery of the Ghost Train | … und der schreiende Zug                  | M. V. Carey              | nie (1987 geschrieben) | 2024               | –                                       |
| 41                                      | 42                    | FYF#1                   | The Case of the Weeping Coffin                                              | … und der weinende Sarg                   | Megan Stine              | 1985                   | 1988               | 1987                                    |
| 40                                      | 41                    | FYF#2                   | The Case of the Dancing Dinosaur                                            | … und das Volk der Winde                  | Rose Estes               | 1985                   | 1987               | 1987                                    |
| TSE1#2                                  | TSE1#2                | FYF#7                   | The Case of the House of Horrors                                            | House of Horrors – Haus der Angst         | Megan & H. William Stine | 1986                   | 2011               | 2011                                    |
| TSE2#3                                  | –                     | FYF#8                   | The Case of the Savage Statue                                               | Savage Statue – Grausame Göttin           | M. V. Carey              | 1987                   | 2014               | –                                       |
| 49                                      | 53                    | CB#1                    | Hot Wheels                                                                  | … und die Automafia                       | William Arden            | 1989                   | 1991               | 1991                                    |
| 48                                      | 47                    | CB#2                    | Murder To Go                                                                | … und der giftige Gockel                  | Megan & H. William Stine | 1989                   | 1990               | 1990                                    |
| 47                                      | 48                    | CB#3                    | Rough Stuff                                                                 | … und die gefährlichen Fässer             | G. H. Stone              | 1989                   | 1990               | 1990                                    |
| 46                                      | 49                    | CB#4                    | Funny Business                                                              | … und die Comic-Diebe                     | William McCay            | 1989                   | 1990               | 1990                                    |
| 52                                      | 51                    | CB#5                    | An Ear For Danger                                                           | … und der riskante Ritt                   | Marc Brandel             | 1989                   | 1991               | 1991                                    |
| 51                                      | 50                    | CB#6                    | Thriller Diller                                                             | … und der verschwundene Filmstar          | Megan & H. William Stine | 1989                   | 1991               | 1991                                    |
| 50                                      | 52                    | CB#7                    | Reel Trouble                                                                | … und die Musikpiraten                    | G. H. Stone              | 1989                   | 1991               | 1991                                    |
| TSE2#2                                  | –                     | CB#8                    | Shoot the Works                                                             | Shoot the works – Im Visier               | William McCay            | 1990                   | 2014               | –                                       |
| 54                                      | 54                    | CB#9                    | Foul Play                                                                   | Gefahr im Verzug                          | Peter Lerangis           | 1990                   | 1992               | 1992                                    |
| 53                                      | 55                    | CB#10                   | Long Shot                                                                   | Gekaufte Spieler                          | Megan & H. William Stine | 1990                   | 1992               | 1992                                    |
| 55                                      | 56                    | CB#11                   | Fatal Error                                                                 | Angriff der Computer-Viren                | G. H. Stone              | 1990                   | 1992               | 1992                                    |
| TSE1#1                                  | TSE1#1                | CB#12                   | Brain Wash                                                                  | Brainwash – Gefangene Gedanken            | Peter Lerangis           | nie (1989 geschrieben) | 2011               | 2011                                    |
| TSE1#3                                  | TSE1#3                | CB#13                   | High Strung                                                                 | High Strung – Unter Hochspannung          | G. H. Stone              | nie (1990 geschrieben) | 2011               | 2011                                    |
| Anmerkungen: 1. 2. 3. 4. 5. 6. 7. 8. 9. |                       |                         |                                                                             |                                           |                          |                        |                    |                                         |

### Deutsche Serie
- Bücher:
  - Nachdem die Serie 1990 in den Vereinigten Staaten eingestellt worden war, wurde sie 1993 in Deutschland fortgeführt. Seit 1996 veröffentlicht Kosmos sechs Bücher pro Jahr, drei im Frühjahr und drei im Herbst.
  - Es erschienen fünf Jubiläumsbände, die aus jeweils drei Bänden bestehen: 2001 erschien Folge 100 Toteninsel, geschrieben von André Marx. 2005 erschien Folge 125 Feuermond, ebenfalls geschrieben von André Marx. 2010 erschien Folge 150 Geisterbucht, diesmal von der Autorin Astrid Vollenbruch. Der 175. Band Schattenwelt wurde erstmals von drei Autoren, Christoph Dittert (Teil 1), Kari Erlhoff (Teil 2) und Hendrik Buchna (Teil 3), geschrieben. Am 13. September 2018 erschien der 200. Fall Feuriges Auge; er wurde von André Marx verfasst.
Am 17. Februar 2023 erschien, erneut von André Marx verfasst, Band 225 … und der Puppenmacher als sechste Jubiläumsausgabe, allerdings nicht mehr mit drei Bänden, sondern als ein dickeres Buch mit 200 Seiten.
  - Am 12.10.2004 erschien Die Drei ??? Und Der Super-Papagei 2004 anlässlich des 25. Geburtstags der Die-Drei??? Hörspiele.
- Hörspiele:
  - Für die Hörspielbearbeitung ist weiterhin Heikedine Körting verantwortlich. Die Hörspielskripte wurden bis Folge 60 von H. G. Francis geschrieben und seit Folge 61 von André Minninger, der außerdem seit 1997 Bücher zur Serie schreibt. In den Folgen 69, 70 und 74 wurde Minninger bei den Skripten von Dirk Anton unterstützt.

| 56                                          | 57      | Tatort Zirkus                                                                                  | Brigitte Johanna Henkel-Waidhofer                                | 1993 | 1994 |
| 57                                          | 58      | … und der verrückte Maler                                                                      | Brigitte Johanna Henkel-Waidhofer                                | 1993 | 1994 |
| 58                                          | 59      | Giftiges Wasser                                                                                | Brigitte Johanna Henkel-Waidhofer                                | 1993 | 1994 |
| 59                                          | 60      | Dopingmixer                                                                                    | Brigitte Johanna Henkel-Waidhofer                                | 1994 | 1994 |
| 60                                          | 61      | … und die Rache des Tigers                                                                     | Brigitte Johanna Henkel-Waidhofer                                | 1994 | 1995 |
| 61                                          | 62      | Spuk im Hotel                                                                                  | Brigitte Johanna Henkel-Waidhofer                                | 1994 | 1995 |
| 62                                          | 63      | Fußball-Gangster                                                                               | Brigitte Johanna Henkel-Waidhofer                                | 1995 | 1995 |
| 63                                          | 64      | Geisterstadt                                                                                   | Brigitte Johanna Henkel-Waidhofer                                | 1995 | 1995 |
| 64                                          | 65      | Diamantenschmuggel                                                                             | Brigitte Johanna Henkel-Waidhofer                                | 1995 | 1995 |
| 65                                          | 66      | … und die Schattenmänner                                                                       | Brigitte Johanna Henkel-Waidhofer                                | 1995 | 1995 |
| 66                                          | 67      | Geheimnis der Särge                                                                            | Brigitte Johanna Henkel-Waidhofer                                | 1996 | 1996 |
| 67                                          | 68      | Schatz im Bergsee                                                                              | Brigitte Johanna Henkel-Waidhofer                                | 1996 | 1996 |
| 68                                          | 69      | Späte Rache                                                                                    | Brigitte Johanna Henkel-Waidhofer                                | 1996 | 1996 |
| 69                                          | 70      | Schüsse aus dem Dunkel                                                                         | Brigitte Johanna Henkel-Waidhofer                                | 1996 | 1996 |
| 70                                          | 71      | Die verschwundene Seglerin                                                                     | Brigitte Johanna Henkel-Waidhofer                                | 1996 | 1996 |
| 71                                          | 72      | Dreckiger Deal                                                                                 | Brigitte Johanna Henkel-Waidhofer                                | 1996 | 1996 |
| 72                                          | 75      | Die Spur des Raben                                                                             | André Marx                                                       | 1997 | 1997 |
| 73                                          | 73      | Poltergeist                                                                                    | André Marx                                                       | 1997 | 1997 |
| 74                                          | 74      | … und das brennende Schwert                                                                    | André Marx                                                       | 1997 | 1997 |
| 75                                          | 77      | Pistenteufel                                                                                   | Ben Nevis                                                        | 1997 | 1997 |
| 76                                          | 76      | Stimmen aus dem Nichts                                                                         | André Minninger                                                  | 1997 | 1997 |
| 77                                          | 78      | Das leere Grab                                                                                 | André Marx                                                       | 1997 | 1998 |
| 78                                          | 81      | Verdeckte Fouls                                                                                | Ben Nevis                                                        | 1998 | 1998 |
| 79                                          | 79      | Im Bann des Voodoo                                                                             | André Minninger                                                  | 1998 | 1998 |
| 80                                          | 80      | Geheimsache Ufo                                                                                | André Marx                                                       | 1998 | 1998 |
| 81                                          | 83      | Meuterei auf hoher See                                                                         | André Marx                                                       | 1998 | 1999 |
| 82                                          | 84      | Musik des Teufels                                                                              | André Marx                                                       | 1998 | 1999 |
| 83                                          | 82      | Die Karten des Bösen                                                                           | André Minninger                                                  | 1998 | 1998 |
| 84                                          | 87      | Wolfsgesicht                                                                                   | Katharina Fischer                                                | 1999 | 1999 |
| 85                                          | 86      | Nacht in Angst                                                                                 | André Marx                                                       | 1999 | 1999 |
| 86                                          | 85      | Feuerturm                                                                                      | Ben Nevis                                                        | 1999 | 1999 |
| 87                                          | 89      | Tödliche Spur                                                                                  | André Marx                                                       | 1999 | 2000 |
| 88                                          | 88      | Vampir im Internet                                                                             | André Minninger                                                  | 1999 | 1999 |
| 89                                          | 93      | … und das Geisterschiff                                                                        | André Marx                                                       | 2000 | 2000 |
| 90                                          | 92      | Todesflug                                                                                      | Ben Nevis                                                        | 2000 | 2000 |
| 91                                          | 91      | Labyrinth der Götter                                                                           | André Marx                                                       | 2000 | 2000 |
| 92                                          | 96      | … und der rote Rächer                                                                          | Katharina Fischer                                                | 2000 | 2001 |
| 93                                          | 94      | Das schwarze Monster                                                                           | André Marx                                                       | 2000 | 2000 |
| 94                                          | 95      | Botschaft von Geisterhand                                                                      | André Marx                                                       | 2000 | 2001 |
| 95                                          | 97      | Insektenstachel                                                                                | André Minninger                                                  | 2001 | 2001 |
| 96                                          | 99      | Rufmord                                                                                        | André Minninger                                                  | 2001 | 2001 |
| 97                                          | 98      | Tal des Schreckens                                                                             | Ben Nevis                                                        | 2001 | 2001 |
| 98                                          | 102     | Doppelte Täuschung                                                                             | André Marx                                                       | 2001 | 2002 |
| 99                                          | 101     | … und das Hexenhandy                                                                           | André Minninger                                                  | 2001 | 2001 |
| 100                                         | 100     | Toteninsel: - Das Rätsel der Sphinx - Das vergessene Volk - Der Fluch der Gräber               | André Marx                                                       | 2001 | 2001 |
| 101                                         | 103     | Das Erbe des Meisterdiebs                                                                      | André Marx                                                       | 2002 | 2002 |
| 102                                         | 104     | Gift per E-Mail                                                                                | Ben Nevis                                                        | 2002 | 2002 |
| 103                                         | 105     | … und der Nebelberg                                                                            | André Marx                                                       | 2002 | 2002 |
| 104                                         | 106     | Der Mann ohne Kopf                                                                             | André Minninger                                                  | 2002 | 2002 |
| 105                                         | 107     | … und der Schatz der Mönche                                                                    | Ben Nevis                                                        | 2002 | 2003 |
| 106                                         | 108     | Die sieben Tore                                                                                | André Marx                                                       | 2002 | 2003 |
| 107                                         | 109     | Gefährliches Quiz                                                                              | Marco Sonnleitner                                                | 2003 | 2003 |
| 108                                         | 110     | Panik im Park                                                                                  | Marco Sonnleitner                                                | 2003 | 2003 |
| 109                                         | 111     | Die Höhle des Grauens                                                                          | Ben Nevis                                                        | 2003 | 2003 |
| 110                                         | 113     | Das Auge des Drachen                                                                           | André Marx                                                       | 2003 | 2003 |
| 111                                         | 112     | Schlucht der Dämonen                                                                           | Marco Sonnleitner                                                | 2003 | 2003 |
| 112                                         | 114     | Die Villa der Toten                                                                            | André Marx                                                       | 2003 | 2004 |
| 113                                         | 90      | Der Feuerteufel                                                                                | André Marx                                                       | 1999 | 2000 |
| 114                                         | 117     | Der finstere Rivale                                                                            | André Marx                                                       | 2004 | 2004 |
| 115                                         | 116     | Codename: Cobra                                                                                | Marco Sonnleitner                                                | 2004 | 2004 |
| 116                                         | 115     | Auf tödlichem Kurs                                                                             | Ben Nevis                                                        | 2004 | 2004 |
| 117                                         | 120     | Der schwarze Skorpion                                                                          | Marco Sonnleitner                                                | 2004 | 2005 |
| 118                                         | 118     | Das düstere Vermächtnis                                                                        | Ben Nevis                                                        | 2004 | 2004 |
| 119                                         | 119     | Der geheime Schlüssel                                                                          | André Marx                                                       | 2004 | 2004 |
| 120                                         | 121     | Spur ins Nichts                                                                                | André Marx                                                       | 2005 | 2008 |
| 121                                         | 122     | … und der Geisterzug                                                                           | Astrid Vollenbruch                                               | 2005 | 2008 |
| 122                                         | 123     | Fußballfieber                                                                                  | Marco Sonnleitner                                                | 2005 | 2008 |
| 123                                         | 126     | Schrecken aus dem Moor                                                                         | Marco Sonnleitner                                                | 2005 | 2008 |
| 124                                         | 124     | Geister-Canyon                                                                                 | Ben Nevis                                                        | 2005 | 2008 |
| 125                                         | 125     | Feuermond: - Das Rätsel der Meister - Der Pfad der Täuschung - Die Nacht der Schatten          | André Marx                                                       | 2005 | 2008 |
| 126                                         | 129     | SMS aus dem Grab                                                                               | Ben Nevis                                                        | 2006 | 2009 |
| 127                                         | 127     | Schwarze Madonna                                                                               | Astrid Vollenbruch                                               | 2006 | 2008 |
| 128                                         | 128     | Schatten über Hollywood                                                                        | Astrid Vollenbruch                                               | 2006 | 2009 |
| 129                                         | 132     | Spuk im Netz                                                                                   | Astrid Vollenbruch                                               | 2006 | 2009 |
| 130                                         | 130     | Der Fluch des Drachen                                                                          | André Marx                                                       | 2006 | 2009 |
| 131                                         | 131     | Haus des Schreckens                                                                            | Marco Sonnleitner                                                | 2006 | 2009 |
| 132                                         | 135     | Fluch des Piraten                                                                              | Ben Nevis                                                        | 2007 | 2009 |
| 133                                         | 133     | Fels der Dämonen                                                                               | Marco Sonnleitner                                                | 2007 | 2009 |
| 134                                         | 134     | Der tote Mönch                                                                                 | Marco Sonnleitner                                                | 2007 | 2009 |
| 135                                         | 138     | Die geheime Treppe                                                                             | Marco Sonnleitner                                                | 2007 | 2010 |
| 136                                         | 136     | … und das versunkene Dorf                                                                      | André Marx                                                       | 2007 | 2010 |
| 137                                         | 137     | Pfad der Angst                                                                                 | Astrid Vollenbruch                                               | 2007 | 2010 |
| 138                                         | 141     | … und die Fußball-Falle                                                                        | Marco Sonnleitner                                                | 2008 | 2010 |
| 139                                         | 139     | Das Geheimnis der Diva                                                                         | Astrid Vollenbruch                                               | 2008 | 2010 |
| 140                                         | 140     | Stadt der Vampire                                                                              | Marco Sonnleitner                                                | 2008 | 2010 |
| 141                                         | 144     | Zwillinge der Finsternis                                                                       | Marco Sonnleitner                                                | 2008 | 2011 |
| 142                                         | 142     | Tödliches Eis                                                                                  | Kari Erlhoff                                                     | 2008 | 2010 |
| 143                                         | 143     | … und die Poker-Hölle                                                                          | Marco Sonnleitner                                                | 2008 | 2010 |
| 144                                         | 147     | Grusel auf Campbell Castle                                                                     | Marco Sonnleitner                                                | 2009 | 2011 |
| 145                                         | 145     | … und die Rache der Samurai                                                                    | Ben Nevis                                                        | 2009 | 2011 |
| 146                                         | 146     | Der Biss der Bestie                                                                            | Kari Erlhoff                                                     | 2009 | 2011 |
| 147                                         | 151     | Schwarze Sonne                                                                                 | Marco Sonnleitner                                                | 2009 | 2012 |
| 148                                         | 148     | … und die feurige Flut                                                                         | Kari Erlhoff                                                     | 2009 | 2011 |
| 149                                         | 149     | Der namenlose Gegner                                                                           | Kari Erlhoff                                                     | 2009 | 2011 |
| 150                                         | 150     | Geisterbucht: - Rashuras Schatz - Flammendes Wasser - Der brennende Kristall                   | Astrid Vollenbruch                                               | 2010 | 2011 |
| 151                                         | 153     | … und das Fußballphantom                                                                       | Marco Sonnleitner                                                | 2010 | 2012 |
| 152                                         | 152     | Skateboardfieber                                                                               | Ben Nevis                                                        | 2010 | 2012 |
| 153                                         | 154     | Botschaft aus der Unterwelt                                                                    | Kari Erlhoff                                                     | 2010 | 2012 |
| 154                                         | 155     | … und der Meister des Todes                                                                    | Kari Erlhoff                                                     | 2010 | 2012 |
| 155                                         | 156     | Im Netz des Drachen                                                                            | Marco Sonnleitner                                                | 2010 | 2012 |
| 156                                         | 157     | Im Zeichen der Schlangen                                                                       | Hendrik Buchna                                                   | 2011 | 2012 |
| 157                                         | 159     | Nacht der Tiger                                                                                | Marco Sonnleitner                                                | 2011 | 2013 |
| 158                                         | 158     | … und der Feuergeist                                                                           | Marco Sonnleitner                                                | 2011 | 2012 |
| 159                                         | 162     | … und der schreiende Nebel                                                                     | Hendrik Buchna                                                   | 2011 | 2013 |
| 160                                         | 160     | Geheimnisvolle Botschaften                                                                     | Christoph Dittert                                                | 2011 | 2013 |
| 161                                         | 161     | Die blutenden Bilder                                                                           | Kari Erlhoff                                                     | 2011 | 2013 |
| 162                                         | 164     | Fußball-Teufel                                                                                 | Marco Sonnleitner                                                | 2012 | 2013 |
| 163                                         | 163     | … und der verschollene Pilot                                                                   | Ben Nevis                                                        | 2012 | 2013 |
| 164                                         | 165     | Im Schatten des Giganten                                                                       | Kari Erlhoff                                                     | 2012 | 2013 |
| 165                                         | 168     | GPS-Gangster                                                                                   | Marco Sonnleitner                                                | 2012 | 2014 |
| 166                                         | 167     | … und das blaue Biest                                                                          | Hendrik Buchna                                                   | 2012 | 2014 |
| 167                                         | 166     | … und die brennende Stadt                                                                      | Christoph Dittert                                                | 2012 | 2014 |
| 168                                         | 171     | … und das Phantom aus dem Meer                                                                 | Marco Sonnleitner                                                | 2013 | 2014 |
| 169                                         | 170     | Straße des Grauens                                                                             | Kari Erlhoff                                                     | 2013 | 2014 |
| 170                                         | 169     | Die Spur des Spielers                                                                          | André Marx                                                       | 2013 | 2014 |
| 171                                         | 174     | … und das Tuch der Toten                                                                       | Marco Sonnleitner                                                | 2013 | 2015 |
| 172                                         | 172     | … und der Eisenmann                                                                            | Ben Nevis                                                        | 2013 | 2014 |
| 173                                         | 173     | Dämon der Rache                                                                                | Hendrik Buchna                                                   | 2013 | 2015 |
| 174                                         | 176     | … und der gestohlene Sieg                                                                      | Marco Sonnleitner                                                | 2014 | 2015 |
| 175                                         | 175     | Schattenwelt: - Teuflisches Duell - Angriff in der Nacht - Die dunkle Macht                    | Erzählt von: - Christoph Dittert - Kari Erlhoff - Hendrik Buchna | 2014 | 2015 |
| 176                                         | 177     | Der Geist des Goldgräbers                                                                      | André Marx                                                       | 2014 | 2015 |
| 177                                         | 178     | Der gefiederte Schrecken                                                                       | Christoph Dittert                                                | 2014 | 2015 |
| 178                                         | 179     | Die Rache des Untoten                                                                          | Marco Sonnleitner                                                | 2014 | 2016 |
| TSE2#1                                      | Special | … und das versunkene Schiff                                                                    | André Marx                                                       | 2014 | 2019 |
| 179                                         | 180     | … und die flüsternden Puppen                                                                   | André Minninger                                                  | 2015 | 2016 |
| 180                                         | 182     | Im Haus des Henkers                                                                            | Marco Sonnleitner                                                | 2015 | 2016 |
| 181                                         | 181     | Das Kabinett des Zauberers                                                                     | André Marx                                                       | 2015 | 2016 |
| 182                                         | 183     | … und der letzte Song                                                                          | Ben Nevis                                                        | 2015 | 2016 |
| 183                                         | 184     | … und der Hexengarten                                                                          | Kari Erlhoff                                                     | 2015 | 2016 |
| 184                                         | 187     | … und das silberne Amulett                                                                     | Marco Sonnleitner                                                | 2016 | 2017 |
| 185                                         | 186     | Insel des Vergessens                                                                           | André Marx                                                       | 2016 | 2017 |
| 186                                         | 185     | … und der Mann ohne Augen                                                                      | Christoph Dittert                                                | 2016 | 2017 |
| 187                                         | 188     | Signale aus dem Jenseits                                                                       | André Minninger                                                  | 2016 | 2017 |
| 188                                         | 189     | … und der unsichtbare Passagier                                                                | Hendrik Buchna                                                   | 2016 | 2017 |
| 189                                         | 190     | … und die Kammer der Rätsel                                                                    | Ben Nevis                                                        | 2016 | 2017 |
| 190                                         | 191     | Verbrechen im Nichts                                                                           | Kari Erlhoff                                                     | 2017 | 2018 |
| 191                                         | 192     | Im Bann des Drachen                                                                            | Christoph Dittert                                                | 2017 | 2018 |
| 192                                         | 193     | Schrecken aus der Tiefe                                                                        | Marco Sonnleitner                                                | 2017 | 2018 |
| 193                                         | 194     | … und die Zeitreisende                                                                         | André Minninger                                                  | 2017 | 2018 |
| 194                                         | 195     | Im Reich der Ungeheuer                                                                         | Hendrik Buchna                                                   | 2017 | 2018 |
| 195                                         | 196     | Geheimnis des Bauchredners                                                                     | André Marx                                                       | 2017 | 2018 |
| 196                                         | 199     | … und der grüne Kobold                                                                         | Marco Sonnleitner                                                | 2018 | 2019 |
| 197                                         | 197     | Im Auge des Sturms                                                                             | Kari Erlhoff                                                     | 2018 | 2019 |
| 198                                         | 198     | Die Legende der Gaukler                                                                        | Christoph Dittert                                                | 2018 | 2019 |
| 199                                         | 201     | Höhenangst                                                                                     | André Minninger                                                  | 2018 | 2019 |
| 200                                         | 200     | Feuriges Auge: - Der verschwundene Detektiv - Die silberne Hand - Der Tempel der Gerechtigkeit | André Marx                                                       | 2018 | 2019 |
| 201                                         | 202     | Das weiße Grab                                                                                 | Ben Nevis                                                        | 2018 | 2019 |
| 202                                         | 203     | Tauchgang ins Ungewisse                                                                        | Kari Erlhoff                                                     | 2019 | 2020 |
| 203                                         | 204     | Der dunkle Wächter                                                                             | Ben Nevis                                                        | 2019 | 2020 |
| 204                                         | 205     | Das rätselhafte Erbe                                                                           | Marco Sonnleitner                                                | 2019 | 2020 |
| 205                                         | 206     | … und der Mottenmann                                                                           | Christoph Dittert                                                | 2019 | 2020 |
| 206                                         | 207     | Die falschen Detektive                                                                         | Ben Nevis                                                        | 2019 | 2020 |
| 207                                         | 209     | Kreaturen der Nacht                                                                            | Marco Sonnleitner                                                | 2020 | 2021 |
| 208                                         | 210     | … und die schweigende Grotte                                                                   | Christoph Dittert                                                | 2020 | 2021 |
| 209                                         | 208     | Kelch des Schicksals                                                                           | Kari Erlhoff                                                     | 2020 | 2021 |
| 210                                         | 211     | … und der Jadekönig                                                                            | André Marx                                                       | 2020 | 2021 |
| 211                                         | 213     | Der Fluch der Medusa                                                                           | Marco Sonnleitner                                                | 2020 | 2021 |
| 212                                         | 212     | … und der weiße Leopard                                                                        | Hendrik Buchna                                                   | 2020 | 2021 |
| 213                                         | 214     | … und der Geisterbunker                                                                        | Ben Nevis                                                        | 2021 | 2022 |
| 214                                         | 215     | … und die verlorene Zeit                                                                       | Christoph Dittert                                                | 2021 | 2022 |
| 215                                         | 216     | Die Schwingen des Unheils                                                                      | Hendrik Buchna                                                   | 2021 | 2022 |
| 217                                         | 217     | … und der Kristallschädel                                                                      | André Marx                                                       | 2021 | 2022 |
| 216                                         | 218     | Im Netz der Lügen                                                                              | Kari Erlhoff                                                     | 2021 | 2022 |
| 218                                         | 219     | … und die Teufelsklippe                                                                        | Ben Nevis                                                        | 2022 | 2022 |
| 219                                         | 221     | Manuskript des Satans                                                                          | Hendrik Buchna                                                   | 2022 | 2023 |
| 220                                         | 220     | Im Wald der Gefahren                                                                           | André Marx                                                       | 2022 | 2023 |
| 221                                         | 223     | … und der Knochenmann                                                                          | Marco Sonnleitner                                                | 2022 | 2023 |
| 222                                         | 222     | … und die Gesetzlosen                                                                          | Kari Erlhoff                                                     | 2022 | 2023 |
| 223                                         | 224     | Die Yacht des Verrats                                                                          | Ben Nevis                                                        | 2022 | 2023 |
| 224                                         | 226     | Die Spur der Toten                                                                             | André Minninger                                                  | 2023 | 2024 |
| 225                                         | 225     | … und der Puppenmacher                                                                         | André Marx                                                       | 2023 | 2024 |
| 226                                         | 227     | Melodie der Rache                                                                              | Christoph Dittert                                                | 2023 | 2024 |
| 227                                         | 229     | Drehbuch der Täuschung                                                                         | Hendrik Buchna                                                   | 2023 | 2024 |
| 228                                         | 230     | Der Tag der Toten                                                                              | Marco Sonnleitner                                                | 2023 | 2024 |
| 229                                         | 228     | Der Ruf der Krähen                                                                             | André Minninger                                                  | 2023 | 2024 |
| 230                                         | 231     | … und der dreiäugige Schakal                                                                   | Ben Nevis                                                        | 2024 | 2025 |
| 231                                         | 232     | Die Stadt aus Gold                                                                             | Christoph Dittert                                                | 2024 | 2025 |
| 232                                         | 233     | Die Nacht der Gewitter                                                                         | Marco Sonnleitner                                                | 2024 | 2025 |
| 233                                         | –       | … und das Fantasmofon                                                                          | Kari Erlhoff                                                     | 2024 | –    |
| 234                                         | –       | Im Bann des Barrakudas                                                                         | Hendrik Buchna                                                   | 2024 | –    |
| 235                                         | 234     | … und der lebende Tresor                                                                       | André Minninger                                                  | 2024 | 2025 |
| 236                                         | –       | … und der rote Büffel                                                                          | André Marx                                                       | 2025 | –    |
| 237                                         | –       | Falsche Schuld                                                                                 | Ben Nevis                                                        | 2025 | –    |
| 238                                         | –       | Das Geheimnis der sieben Palmen                                                                | Marco Sonnleitner                                                | 2025 | –    |
| Anmerkungen: 1. 2. 3. 4. 5. 6. 7. 8. 9. 10. |         |                                                                                                |                                                                  |      |      |

### Sonderpublikationen

#### Sachbücher
Neben den Romanen sind auch Sach- und Handbücher mit und über Die drei ??? erschienen. Teilweise wurden diese auch von anderen Verlagen herausgebracht.
| Titel                                                                                 | Autor                                                            | Jahr           | Verlag              |
| ------------------------------------------------------------------------------------- | ---------------------------------------------------------------- | -------------- | ------------------- |
| Detektivhandbücher                                                                    |                                                                  |                |                     |
| Die drei ??? verraten Tipps und Tricks The young detective’s handbook                 | William Vivian Butler                                            | 1983/1998 1979 | Kosmos Random House |
| Die drei ??? und ihr Rätsel-Handbuch The three investigators’ book of mystery puzzles | Barbara MacCall                                                  | 1984 1982      | Kosmos Random House |
| Die drei ??? – Detektivhandbuch                                                       | Paul Rey                                                         | 2001           | Kosmos              |
| Die drei ??? – Trainingsbuch für Detektive                                            | Bernd Flessner                                                   | 2003           | Kosmos              |
| Die drei ??? – Handbuch Geheimbotschaften                                             | Bernd Flessner                                                   | 2004           | Kosmos              |
| Die drei ??? – Survival-Buch – Tipps und Tricks von Justus, Peter und Bob             | Bernd Flessner                                                   | 2005           | Kosmos              |
| Die drei ??? – Das große Detektivhandbuch                                             | Paul Rey und Bernd Flessner                                      | 2006           | Kosmos              |
| Die drei ??? – Rätsel knacken mit Justus Jonas                                        | Nina Schiefelbein                                                | 2016           | Kosmos              |
| Die drei ??? – Quer denken mit Justus Jonas                                           | Nina Schiefelbein                                                | 2016           | Kosmos              |
| Sachliteratur über die Serie                                                          |                                                                  |                |                     |
| Das ABC der drei Fragezeichen                                                         | Björn Akstinat                                                   | 2007           | humboldt            |
| Die drei ??? – 30 Jahre Hörspielkult                                                  | Christian Bärmann, Jörn Radtke                                   | 2009           | falkemedia          |
| Die drei ???, die Hörspielkönigin und vieles mehr                                     | Andreas Beurmann                                                 | 2011           | Olms Verlag         |
| Die drei ??? und die geheimen Bilder (Bildband)                                       | Aiga Rasch, Silvia Christoph                                     | 2014           | Kosmos              |
| Die Welt der drei Fragezeichen                                                        | Christian R. Rodenwald                                           | 2017           | riva Verlag         |
| Die drei ??? und die Welt der Hörspiele                                               | Christian R. Rodenwald                                           | 2020           | Langen Müller       |
| Die drei ???. 100 Seiten                                                              | André Boße                                                       | 2022           | Reclam              |
| Das spezialgelagerte Kompendium                                                       | Olaf Felten, Johannes Maria Stangl, Sebastian Stangl, Thomas Süß | 2024           | Langen Müller       |

#### Spezialfälle
Neben den regulären Fällen sind auch viele Spezialfolgen und Sonderausgaben erschienen.
| Titel | Autor | Hörspielskriptautor                                                        | Jahr Kosmos | Jahr Europa                     |
| --- | --- | -------------------------------------------------------------------------- | ----------- | ------------------------------- |
| Live-Mitschnitte | |                                                                            |             |                                 |
| Master of Chess – Live & Unplugged | Stefanie Burkart |                                                                            | –           | 2002                            |
| … und der Super-Papagei 2004 Live | André Minninger (Vorlage: Robert Arthur) |                                                                            | –           | 2004                            |
| … und der seltsame Wecker – Live and Ticking | Kai Schwind (Vorlage: Robert Arthur) |                                                                            | –           | 2009/2010                       |
| Die drei ??? im Kosmos (Lauscherlounge, 2010) | Katrin Wiegand (Autorin Skript) |                                                                            | –           | –                               |
| Phonophobia – Sinfonie der Angst | Kari Erlhoff (Idee und Buch) Kai Schwind (Idee und Bühnenskript) |                                                                            | 2014        | 2014                            |
| … und der dunkle Taipan | Hendrik Buchna |                                                                            | 2019        | 2020                            |
| Kurzgeschichten | |                                                                            |             |                                 |
| … und die Geisterlampe: - Die drei ??? und die Geisterlampe - Dunkle Vergangenheit - Entführt - Verschwörung auf der Eagle Ranch - SOS - Der graue Dämon - Das Lehrstück - Das Rätsel der schwarzen Nadel - Der verschwundene Superstar - Manches verlernt man nie - Psychomoon - Jagd auf den Weihnachtsmann | - Erzählt von: - Kari Erlhoff - Marco Sonnleitner - Marco Sonnleitner - Hendrik Buchna - Marco Sonnleitner - Hendrik Buchna - Kari Erlhoff - Hendrik Buchna - Kari Erlhoff - Marco Sonnleitner - Kari Erlhoff - Hendrik Buchna | - Hörspielfassung von André Minninger                                      | 2011        | 2011 (nur MP3) 2012 (MC und CD) |
| Das Rätsel der Sieben: - Der siebte Gast - Bis um sieben zurück - Bobs schwerste Stunde - Die rote Sieben - Schutzgeld - Die siebte Frau des Leuchters - Die verschwundene Torte | - Erzählt von: - André Minninger - Kari Erlhoff - Hendrik Buchna - Marco Sonnleitner - Ben Nevis - Christoph Dittert - André Marx                                                                                              | - Hörspielfassung von André Minninger                                      | 2012        | 2014                            |
| … und der Feuerdiamant | Marco Sonnleitner | –                                                                          | 2013        | –                               |
| … und der Zeitgeist: - Immer und immer wieder … - Der Raub der Zehntausend - Der verschwundene Zeitgeist - Leaving Nineteen Sixty-four - Rückwärtsgang - Zeit der Opfer, Zeit der Wunder | - Erzählt von: - Hendrik Buchna - Marco Sonnleitner - André Minninger - Ben Nevis - André Marx - Christoph Dittert (Idee: Kari Erlhoff und Christoph Dittert)                                                                  | - Hörspielfassung von André Minninger                                      | 2014        | 2016                            |
| … und der schwarze Tag: - Ein schwarzer Tag für Mr Kingstone - Wer hat Angst vorm schwarzen Mann? - Schwarze Seelen - Die schwarze PhantOma - Das schwarze Verlies - Das schwarze Nest | - Erzählt von: - Christoph Dittert (Idee: Christoph Dittert und Martin Sturm) - Marco Sonnleitner - André Minninger - Kari Erlhoff - Ben Nevis - Hendrik Buchna                                                                | - Hörspielfassung von André Minninger                                      | 2017        | 2018                            |
| Mitratefälle | |                                                                            |             |                                 |
| Tödlicher Dreh | Marco Sonnleitner | –                                                                          | 2012        | –                               |
| Hotel der Diebe | Christoph Dittert | –                                                                          | 2013        | –                               |
| Die weiße Anakonda | Michael Kühlen | –                                                                          | 2014        | –                               |
| Höllenfahrt | Christoph Dittert | –                                                                          | 2015        | –                               |
| Das Rätsel der Smart City | Christoph Dittert | –                                                                          | 2016        | –                               |
| Wüstenfieber | Evelyn Boyd | –                                                                          | 2018        | –                               |
| Teuflisches Foul | Evelyn Boyd | –                                                                          | 2020        | –                               |
| … und die Gefängnisinsel | Evelyn Boyd | –                                                                          | 2022        | –                               |
| … und der schwarze Fluch | Andreas Ruch | –                                                                          | 2024        | –                               |
| Adventskalender | |                                                                            |             |                                 |
| … und der 5. Advent | André Minninger | André Minninger                                                            | 2012        | 2012                            |
| Stille Nacht, düstere Nacht | Hendrik Buchna | André Minninger                                                            | 2015        | 2015 (nur MP3) 2016 (MC und CD) |
| O du finstere | Hendrik Buchna | André Minninger                                                            | 2019        | 2020                            |
| Eine schreckliche Bescherung | Marco Sonnleitner | André Minninger                                                            | 2021        | 2022                            |
| Böser die Glocken nie klingen | André Minninger | André Minninger                                                            | 2023        | 2023                            |
| Gruselige Weihnacht überall | Christoph Dittert | –                                                                          | 2024        | –                               |
| Rocky Beach Crimes | |                                                                            |             |                                 |
| Tödliche Törtchen – Tante Mathilda ermittelt | Kari Erlhoff | –                                                                          | 2023        | –                               |
| Mord unter Palmen – Victor Hugenay ermittelt | Evelyn Boyd | –                                                                          | 2023        | –                               |
| Eiskalter Rausch – Kommissar Reynolds ermittelt | Evelyn Boyd | –                                                                          | 2023        | –                               |
| Der blutrote Kondor – Skinny Norris ermittelt | Kari Erlhoff | –                                                                          | 2024        | –                               |
| Midi-Bände | |                                                                            |             |                                 |
| … und das kalte Auge | Christoph Dittert | Yona Franke                                                                | 2013        | 2017                            |
| … und der Tornadojäger | Christoph Dittert | Yona Franke                                                                | 2013        | 2017                            |
| Das Grab der Inka-Mumie | Christoph Dittert | Yona Franke                                                                | 2013        | 2017                            |
| Graphic Novels | |                                                                            |             |                                 |
| … und der dreiäugige Totenkopf | Ivar Leon Menger, John Beckmann | Ivar Leon Menger, John Beckmann                                            | 2015        | 2020                            |
| Das Dorf der Teufel | Ivar Leon Menger, John Beckmann | –                                                                          | 2017        | –                               |
| Das Ritual der Schlangen | Calle Claus, Christopher Tauber | –                                                                          | 2019        | –                               |
| Rocky Beach: Eine Interpretation | Hanna Wenzel, Christopher Tauber | –                                                                          | 2020        | –                               |
| Der Goldene Salamander | Calle Claus, Christopher Tauber | –                                                                          | 2021        | –                               |
| … und das Gespensterschloss (Klassiker-Graphic Novel) | Ines Korth, Christopher Tauber (Vorlage: Robert Arthur) | –                                                                          | 2022        | –                               |
| … und die flüsternde Mumie (Klassiker-Graphic Novel) | Ines Korth, Christopher Tauber (Vorlage: Robert Arthur) | –                                                                          | 2022        | –                               |
| … und die rätselhaften Bilder (Klassiker-Graphic Novel) | Ines Korth, Christopher Tauber (Vorlage: William Arden) | –                                                                          | 2023        | –                               |
| Hotel Bigfoot | Calle Claus, Christoph Tauber | –                                                                          | 2023        | –                               |
| Justus Jonas: Eine Interpretation | Marius Pawlitza, Christopher Tauber | –                                                                          | 2025        | –                               |
| Phantom Highway | Calle Claus, Phoebe Kreutz, Christopher Tauber | –                                                                          | 2025        | –                               |
| Weitere Specials | |                                                                            |             |                                 |
| Rocky Beach Radio Show | Sascha Gutzeit | Sascha Gutzeit                                                             | –           | 1999                            |
| … und der Super-Papagei 2004 | André Minninger (Vorlage: Robert Arthur) | André Minninger                                                            | –           | 2004                            |
| … und der dreiTag: - J – Der Fluch der Sheldon Street - P – Fremder Freund - B – Im Zeichen der Ritter | - Erzählt von: - Hendrik Buchna - Ivar Leon Menger, John Beckmann - Tim Wenderoth | - Hörspielfassung von: - Hendrik Buchna - Ivar Leon Menger - Tim Wenderoth | 2011        | 2010                            |
| Top Secret Edition 1: - Brainwash – Gefangene Gedanken (1989) - House of Horrors – Haus der Angst (1986) - High Strung – Unter Hochspannung (1990) | - Erzählt von: - Peter Lerangis - Megan und H. William Stine - G. H. Stone | - Hörspielfassung von André Minninger                                      | 2011        | 2011                            |
| Top Secret Edition 2: - … und das versunkene Schiff (1995) - Shoot the works – Im Visier (1990) - Savage Statue – Grausame Göttin (1987) | - Erzählt von: - André Marx - William McCay - M. V. Carey | - Hörspielfassung von: - Kai Schwind                                       | 2014        | - Erscheinungsjahr: - 2019      |
| … und das Grab der Maya | André Marx | Kai Schwind                                                                | 2016        | 2020                            |
| Bobs Archiv: Der Fall Marty Fielding | Christoph Dittert | –                                                                          | 2017        | –                               |
| … und die schwarze Katze (Neufassung) | André Minninger (Vorlage: William Arden) | André Minninger                                                            | –           | 2019                            |
| … und die Totenkopfbucht | Marco Sonnleitner | –                                                                          | 2019        | –                               |
| … und die Geisterfrau | Andreas Ruch | –                                                                          | 2021        | –                               |
| … und die Salztote | Kari Erlhoff, Christoph Dittert | –                                                                          | 2023        | –                               |
| … und das Geheimnis von Black Mesa | Christian R. Rodenwald (Idee: William Arden) | –                                                                          | 2025        | –                               |
| Anmerkungen: 1. 2. 3. 4. 5. 6. 7. 8. 9. 10. | |                                                                            |             |                                 |

#### Verfilmungen
Bis heute wurden zwei Romane der drei ??? als Kinofilm adaptiert. Entsprechende Hörspiele und Romane zum Film sind erschienen. Als Grundlage der Hörspiele dient die jeweilige Tonspur des Films, die mit einem Erzähler ergänzt worden ist. Sprecher der drei ??? sind in den ersten beiden Filmen Jannik Schümann (Justus Jonas), Yoshij Grimm (Peter Shaw) und David Wittmann (Bob Andrews), die diese Rollen auch für die Serie Die drei ??? Kids sprechen. Die Romane wurden in Anlehnung an die Kinofassung geschrieben. Hinter dem Pseudonym Sophie Matuschka steckt die Autorin Astrid Vollenbruch, die auch für die reguläre Buchserie aktiv war.
Für den dritten Film wurde von Drei-???-Autor André Marx ein eigenes Buch verfasst, das mit deutschen Schauspielern (Julius Weckauf als Justus, Nevio Wendt als Peter und Levi Brandl als Bob) verfilmt wurde.
| Filmtitel                      | Roman-Vorlage               | Regie            | Drehbuch                                                           | Autor Roman zum Film | Verlag Buch | Verlag Hörspiel | Jahr |
| ------------------------------ | --------------------------- | ---------------- | ------------------------------------------------------------------ | -------------------- | ----------- | --------------- | ---- |
| Das Geheimnis der Geisterinsel | … und die Geisterinsel      | Florian Baxmeyer | David Howard Ronald Kruschak Philip LaZebnik Thomas Oliver Walendy | Sophie Matuschka     | Kosmos      | USM             | 2007 |
| Das verfluchte Schloss         | … und das Gespensterschloss | Florian Baxmeyer | Philip LaZebnik Aaron Mendelsohn                                   | Sophie Matuschka     | Kosmos      | Europa          | 2009 |
| Erbe des Drachen               | –                           | Tim Dünschede    | Anil Kizilbuga Tim Dünschede André Marx 1                          | André Marx           | Kosmos      | Europa          | 2023 |

#### Übersetzungen
- Englisch: Im Jahre 2005 veröffentlichte der Kosmos-Verlag erste – ins amerikanische Englisch – übersetzte Romane der drei ???. Seit 2009 werden zudem vom PONS-Verlag englische Übersetzungen verschiedener Drei-???-Romane in der Reihe Englisch lernen mit Justus, Peter und Bob für Lernanfänger der englischen Sprache vom dritten Lehrjahr an angeboten. Diese enthalten neben dem ins Oxford-English übersetzten Roman auch ein dazu passendes MP3-Hörbuch.
- Latein: Im Jahre 2010 folgte die erste Übersetzung auf Latein. Diese soll sich an Anfänger ab dem zweiten Unterrichtsjahr richten. Dabei wurden auch die Namen der drei Detektive Justus, Peter und Bob latinisiert zu Justus, Petrus und Robertus.[9]

| Deutscher Titel                                | Übersetzter Titel                                           | Jahr | Verlag |
| ---------------------------------------------- | ----------------------------------------------------------- | ---- | ------ |
| Englisch                                       |                                                             |      |        |
| Gift per E-Mail                                | Poisoned E-Mail                                             | 2005 | Kosmos |
| Hexenhandy                                     | The Curse of the Cell Phone                                 | 2005 | Kosmos |
| Fußballfieber                                  | Soccer Mania                                                | 2006 | Kosmos |
| … und das Geisterschiff                        | The Haunted Ship                                            | 2006 | Kosmos |
| Tal des Schreckens                             | Valley of Horror                                            | 2007 | Kosmos |
| … und der Geisterzug                           | The Mystery of the Ghost Train                              | 2007 | Kosmos |
| Verdeckte Fouls                                | Hidden Fouls                                                | 2008 | Kosmos |
| Fluch des Piraten                              | The Pirate’s Curse                                          | 2008 | Kosmos |
| Spuk im Netz                                   | Web Phantom                                                 | 2009 | Kosmos |
| SMS aus dem Grab                               | The Pharaoh’s Message                                       | 2009 | Kosmos |
| Stadt der Vampire                              | Vampire City                                                | 2009 | PONS   |
| Schlucht der Dämonen                           | Canyon of Demons                                            | 2009 | PONS   |
| Das Erbe des Meisterdiebs                      | Mysterious Testament                                        | 2009 | PONS   |
| Tödliches Eis                                  | Arctic Adventure                                            | 2009 | PONS   |
| Fußball-Gangster                               | Soccer Gangsters                                            | 2009 | PONS   |
| Schwarze Madonna                               | Black Madonna                                               | 2009 | PONS   |
| Gefährliches Quiz                              | Dangerous Quiz Show                                         | 2009 | PONS   |
| Der Biss der Bestie                            | Bite of the Beast                                           | 2010 | PONS   |
| Fußballfieber                                  | Soccer Trap                                                 | 2010 | Kosmos |
| … und das versunkene Dorf                      | Ghost Village                                               | 2010 | Kosmos |
| Schatten über Hollywood                        | Hollywood Horrors                                           | 2011 | Kosmos |
| Spur ins Nichts                                | Evil Games                                                  | 2011 | Kosmos |
| … und der Meister des Todes                    | Master of Death                                             | 2011 | PONS   |
| Latein                                         |                                                             |      |        |
| Der Fluch des Drachen                          | De Tribus Investigatoribus et Fato Draconis                 | 2010 | Kosmos |
| Der Fluch der Sheldon Street (DreiTag-Special) | De Tribus Investigatoribus et Terrore in via Sheldon Street | 2014 | Kosmos |

## Die drei??? Kids

### Reguläre Folgen
- Bücher: Seit 1998 erscheint bei Kosmos der Ableger Die drei ??? Kids. Zudem hat Kosmos zu den ersten neun Folgen Hörbücher veröffentlicht.
- Hörspiele: Nachdem zwischen 2006 und 2008/2009 die ersten sechs Folgen vom Verlagshaus USM als Hörspiel herausgebracht wurden, ging nach Ende des Rechtsstreits zwischen Kosmos und Europa (→ Weitere Informationen zum Rechtsstreit), die Verwertungsrechte an Europa über.

| Nr. Buch/Hörspiel | Titel                     | Autor                      | Jahr Buch | Jahr Hörspiel |
| ----------------- | ------------------------- | -------------------------- | --------- | ------------- |
| 1                 | Panik im Paradies         | Ulf Blanck                 | 1998      | 2006/2008     |
| 2                 | Radio Rocky Beach         | Ulf Blanck                 | 1998      | 2006/2008     |
| 3                 | Invasion der Fliegen      | Ulf Blanck                 | 1999      | 2006/2009     |
| 4                 | Chaos vor der Kamera      | Ulf Blanck                 | 2000      | 2006/2009     |
| 5                 | Flucht in die Zukunft     | Ulf Blanck                 | 2000      | 2006/2009     |
| 6                 | Gefahr im Gruselgarten    | Ulf Blanck                 | 2000      | 2006/2009     |
| 7                 | Gruft der Piraten         | Ulf Blanck                 | 2000      | 2009          |
| 8                 | Nacht unter Wölfen        | Ulf Blanck                 | 2001      | 2009          |
| 9                 | SOS über den Wolken       | Ulf Blanck                 | 2001      | 2009          |
| 10                | Spuk in Rocky Beach       | Ulf Blanck                 | 2001      | 2009          |
| 11                | Fluch des Goldes          | Ulf Blanck                 | 2001      | 2009          |
| 12                | Internetpiraten           | Ulf Blanck                 | 2002      | 2010          |
| 13                | Im Reich der Rätsel       | Ulf Blanck                 | 2002      | 2010          |
| 14                | Gefahr aus dem All        | Ulf Blanck                 | 2002      | 2010          |
| 15                | In der Geisterstadt       | Ulf Blanck                 | 2003      | 2010          |
| 16                | Der magische Brunnen      | Ulf Blanck                 | 2003      | 2010          |
| 17                | Rettet Atlantis!          | Ulf Blanck                 | 2003      | 2010          |
| 18                | Mission Maulwurf          | Ulf Blanck                 | 2004      | 2010          |
| 19                | Spur in die Wildnis       | Ulf Blanck                 | 2004      | 2011          |
| 20                | Die Schmugglerinsel       | Ulf Blanck                 | 2004      | 2011          |
| 21                | Die Geisterjäger          | Ulf Blanck                 | 2004      | 2011          |
| 22                | Einarmige Banditen        | Ulf Blanck                 | 2005      | 2011          |
| 23                | Feuer in Rocky Beach      | Ulf Blanck                 | 2005      | 2011          |
| 24                | Im Bann des Zauberers     | Ulf Blanck                 | 2005      | 2011          |
| 25                | In letzter Sekunde        | Boris Pfeiffer             | 2005      | 2012          |
| 26                | Fußball-Alarm             | Ulf Blanck                 | 2006      | 2012          |
| 27                | Die Schokofalle           | Boris Pfeiffer             | 2006      | 2012          |
| 28                | Diamantenjagd             | Boris Pfeiffer             | 2006      | 2012          |
| 29                | Monsterpilze              | Ulf Blanck                 | 2006      | 2012          |
| 30                | Im Geisterschiff          | Ulf Blanck                 | 2007      | 2012          |
| 31                | Rückkehr der Saurier      | Boris Pfeiffer             | 2007      | 2013          |
| 32                | Die Gruselfalle           | Boris Pfeiffer             | 2007      | 2013          |
| 33                | Nacht im Kerker           | Ulf Blanck                 | 2007      | 2013          |
| 34                | Falsches Gold             | Boris Pfeiffer             | 2008      | 2013          |
| 35                | Im wilden Westen          | Ulf Blanck                 | 2008      | 2013          |
| 36                | Mission Mars              | Boris Pfeiffer             | 2008      | 2013          |
| 37                | Der Fluch der Indianer    | Ben Nevis                  | 2008      | 2014          |
| 38                | Stunde der Wahrheit       | Boris Pfeiffer             | 2009      | 2014          |
| 39                | Der verrückte Erfinder    | Ulf Blanck                 | 2009      | 2014          |
| 40                | Brennendes Eis            | Ulf Blanck                 | 2009      | 2014          |
| 41                | Insel der Haie            | Boris Pfeiffer             | 2009      | 2014          |
| 42                | Fußballgötter             | Boris Pfeiffer             | 2010      | 2015          |
| 43                | Duell der Ritter          | Ulf Blanck                 | 2010      | 2015          |
| 44                | Monster in Rocky Beach    | Ben Nevis                  | 2010      | 2015          |
| 45                | Ein Fall für Superhelden  | Ulf Blanck                 | 2010      | 2015          |
| 46                | Jagd auf das Dino-Ei      | Ulf Blanck                 | 2011      | 2015          |
| 47                | Falsche Fußballfreunde    | Boris Pfeiffer             | 2011      | 2015          |
| 48                | Tanz der Skelette         | Boris Pfeiffer             | 2011      | 2016          |
| 49                | Der singende Geist        | Ulf Blanck, Boris Pfeiffer | 2011      | 2011/2016     |
| 50                | Schatz der Piraten        | Boris Pfeiffer             | 2012      | 2016          |
| 51                | Tatort Kletterpark        | Ulf Blanck                 | 2012      | 2016          |
| 52                | Mächtige Magier           | Boris Pfeiffer             | 2012      | 2016          |
| 53                | Geheimnis der Tiere       | Ulf Blanck                 | 2012      | 2016          |
| 54                | Zombie-Alarm              | Ben Nevis                  | 2013      | 2016          |
| 55                | Der schwarze Joker        | Boris Pfeiffer             | 2013      | 2017          |
| 56                | Das Rätsel der Könige     | Ulf Blanck                 | 2013      | 2017          |
| 57                | Der Weihnachtsdieb        | Ulf Blanck, Boris Pfeiffer | 2013      | 2013/2017     |
| 58                | Spur des Drachen          | Ulf Blanck                 | 2014      | 2017          |
| 59                | Fußballhelden             | Boris Pfeiffer             | 2014      | 2017          |
| 60                | Gespensterjagd            | Ulf Blanck                 | 2014      | 2017          |
| 61                | Alarm im Dino-Park        | Boris Pfeiffer             | 2014      | 2017          |
| 62                | Gefahr im Dschungel       | Ulf Blanck                 | 2015      | 2018          |
| 63                | Monster-Wolken            | Boris Pfeiffer             | 2015      | 2018          |
| 64                | In der Schatzhöhle        | Boris Pfeiffer             | 2015      | 2018          |
| 65                | Mission Goldhund          | Ulf Blanck                 | 2015      | 2018          |
| 66                | Geheimnis im Meer         | Ulf Blanck                 | 2016      | 2018          |
| 67                | Der goldene Drache        | Boris Pfeiffer             | 2016      | 2018          |
| 68                | Chaos im Dunkeln          | Ulf Blanck                 | 2016      | 2019          |
| 69                | Die Rätselfalle           | Boris Pfeiffer             | 2016      | 2019          |
| 70                | Aufbruch ins All          | Boris Pfeiffer             | 2017      | 2019          |
| 71                | Tatort Trampolin          | Ulf Blanck                 | 2017      | 2019          |
| 72                | Die Laser-Falle           | Boris Pfeiffer             | 2017      | 2019          |
| 73                | Surfstrand in Gefahr      | Ulf Blanck                 | 2017      | 2019          |
| 74                | Das Schienen-Monster      | Boris Pfeiffer             | 2018      | 2020          |
| 75                | Der Fußball-Roboter       | Ulf Blanck                 | 2018      | 2020          |
| 76                | Blinde Passagiere         | Ulf Blanck                 | 2018      | 2020          |
| 77                | Die Musikdiebe            | Boris Pfeiffer             | 2018      | 2020          |
| 78                | Schrottplatz in Gefahr    | Ulf Blanck                 | 2019      | 2020          |
| 79                | Achtung, Abenteuer!       | Boris Pfeiffer             | 2019      | 2020          |
| 80                | Gefährlicher Nebel        | Ulf Blanck                 | 2019      | 2021          |
| 81                | Turbo-Rennen              | Boris Pfeiffer             | 2019      | 2021          |
| 82                | Die Delfin-Piraten        | Ulf Blanck                 | 2020      | 2021          |
| 83                | Fußball-Diebe             | Boris Pfeiffer             | 2020      | 2021          |
| 84                | Tatort Skater-Park        | Ulf Blanck                 | 2020      | 2021          |
| 85                | Falscher Alarm            | Boris Pfeiffer             | 2020      | 2021          |
| 86                | Riesen in Rocky Beach     | Ulf Blanck                 | 2021      | 2022          |
| 87                | Das Geisterspiel          | Boris Pfeiffer             | 2021      | 2022          |
| 88                | Schatz aus dem All        | Ulf Blanck                 | 2021      | 2022          |
| 89                | Im Geistergarten          | Boris Pfeiffer             | 2021      | 2022          |
| 90                | Flug ins Nichts           | Ulf Blanck                 | 2022      | 2022          |
| 91                | Gefahr im Spiegelkabinett | Boris Pfeiffer             | 2022      | 2023          |
| 92                | Spuk im Leuchtturm        | Ulf Blanck                 | 2022      | 2023          |
| 93                | Die Geistermühle          | Boris Pfeiffer             | 2022      | 2023          |
| 94                | Falsche Vampire           | Ulf Blanck                 | 2023      | 2023          |
| 95                | Geheime Zeichen           | Boris Pfeiffer             | 2023      | 2024          |
| 96                | Der Schrottkönig          | Ulf Blanck                 | 2023      | 2024          |
| 97                | Die Fragezeichen-Falle    | Boris Pfeiffer             | 2023      | 2024          |
| 98                | Die Geisterpferde         | Ulf Blanck                 | 2024      | 2024          |
| 99                | Die Football-Falle        | Boris Pfeiffer             | 2024      | 2025          |
| 100               | 100 Stunden               | Ulf Blanck                 | 2024      | 2025          |
| 101               | Geistermusik              | Boris Pfeiffer             | 2024      | –             |
| 102               | Spur des Tresorknacker    | Ulf Blanck                 | 2025      | –             |
| 103               | SOS im Bike-Park          | Boris Pfeiffer             | 2025      | –             |

### Sonderpublikationen
Neben den regulären Buchveröffentlichungen erscheinen in unregelmäßigen Abständen Sonder- und Sammelbände zu den drei ??? Kids.
| Titel                                                                                | Autor                                             | Jahr |
| ------------------------------------------------------------------------------------ | ------------------------------------------------- | ---- |
| Ratekrimis                                                                           |                                                   |      |
| Geheime Flaschenpost                                                                 | Ulf Blanck                                        | 2002 |
| Fauler Zauber                                                                        | Ulf Blanck                                        | 2003 |
| Schattendiebe                                                                        | Ulf Blanck                                        | 2009 |
| Das Grusellabyrinth                                                                  | Ulf Blanck                                        | 2013 |
| Geisterspuren                                                                        | Ulf Blanck                                        | 2015 |
| Monster-Ferien                                                                       | Ulf Blanck                                        | 2016 |
| Schräge Vögel                                                                        | Ulf Blanck, Boris Pfeiffer, Jan Saße              | 2017 |
| Wilde Ganoven                                                                        | Ulf Blanck, Boris Pfeiffer, Jan Saße              | 2018 |
| Die drei ??? Kids und du (Mitratefälle)                                              |                                                   |      |
| Seeschlangen-Spuk                                                                    | Boris Pfeiffer                                    | 2006 |
| Im Rennfieber                                                                        | Boris Pfeiffer                                    | 2007 |
| Im Auge des Orkans                                                                   | Boris Pfeiffer                                    | 2007 |
| Vampire in Rocky Beach                                                               | Boris Pfeiffer                                    | 2008 |
| Der schwarze Drache                                                                  | Boris Pfeiffer                                    | 2008 |
| Rocky Beach steht Kopf                                                               | Boris Pfeiffer                                    | 2009 |
| Rennbahn-Rivalen                                                                     | Boris Pfeiffer                                    | 2009 |
| Angriff der Roboter                                                                  | Boris Pfeiffer                                    | 2010 |
| Der Geisterfluss                                                                     | Boris Pfeiffer                                    | 2010 |
| Die verhexte Achterbahn                                                              | Boris Pfeiffer                                    | 2011 |
| Das versunkene Gold                                                                  | Boris Pfeiffer                                    | 2011 |
| Der Meisterdieb                                                                      | Boris Pfeiffer                                    | 2012 |
| UFO-Alarm                                                                            | Boris Pfeiffer                                    | 2012 |
| Der Wikingerschatz                                                                   | Boris Pfeiffer                                    | 2013 |
| Die geheime Galaxie                                                                  | Boris Pfeiffer                                    | 2013 |
| Spur ins Römergrab                                                                   | Boris Pfeiffer                                    | 2014 |
| Zirkus der Rätsel                                                                    | Boris Pfeiffer, Ulf Blanck                        | 2015 |
| Geheimnis der Indianer                                                               | Boris Pfeiffer                                    | 2016 |
| Labyrinth der Piraten                                                                | Ulf Blanck                                        | 2017 |
| Die geheimen Inseln                                                                  | Boris Pfeiffer                                    | 2018 |
| Rocky Beach in Not                                                                   | Boris Pfeiffer                                    | 2019 |
| Adventskalender                                                                      |                                                   |      |
| Der Adventskalender: Ein Fall hinter 24 Türen                                        | Ulf Blanck                                        | 2010 |
| Der Adventskalender: Dem Täter in 24 Tagen auf der Spur                              | Ulf Blanck                                        | 2011 |
| Der Adventskalender: Ein Fall für 24 Tage                                            | Ulf Blanck                                        | 2012 |
| Der Adventskalender: 24 Tage voller Spannung                                         | Ulf Blanck                                        | 2013 |
| Der Adventskalender: 24 Tage unter Piraten                                           | Ulf Blanck                                        | 2014 |
| Der Adventskalender: 24 Tage König von Rocky Beach                                   | Boris Pfeiffer                                    | 2015 |
| Der Adventskalender: 24 Tage im Weihnachtsland                                       | Ulf Blanck                                        | 2016 |
| Der Adventskalender: Ein Rätsel in 24 Tagen                                          | Ulf Blanck                                        | 2017 |
| Der Adventskalender: 24 Tage im Weihnachtszirkus                                     | Ulf Blanck                                        | 2018 |
| Der Adventskalender: 24 Tage im Eis                                                  | Boris Pfeiffer                                    | 2019 |
| Der Adventskalender: 24 Tage Chaos im Zoo                                            | Ulf Blanck                                        | 2020 |
| Der Adventskalender: 24 Tage Eingeschneit                                            | Ulf Blanck                                        | 2021 |
| Der Adventskalender: 24 Tage Weihnachtsspuk                                          | Ulf Blanck                                        | 2022 |
| Der Adventskalender: 24 Tage Elfenalarm                                              | Boris Pfeiffer                                    | 2023 |
| Der Adventskalender: 24 Tage Weihnachtsparade                                        | Ulf Blanck                                        | 2024 |
| Pocket-Bücher                                                                        |                                                   |      |
| Die Müllmonster                                                                      | Boris Pfeiffer                                    | 2009 |
| Piraten an Bord                                                                      | Boris Pfeiffer                                    | 2009 |
| Vorsicht, Falschgeld!                                                                | Boris Pfeiffer                                    | 2009 |
| Delfine in Not                                                                       | Ulf Blanck                                        | 2009 |
| Rätseljagd                                                                           | Ulf Blanck                                        | 2009 |
| Verhexter Regentanz                                                                  | Ulf Blanck                                        | 2009 |
| Das Rätsel der Marabus                                                               | Christoph Dittert                                 | 2012 |
| Astronaut in Gefahr                                                                  | Christoph Dittert                                 | 2012 |
| Monster-Trucks                                                                       | Christoph Dittert                                 | 2012 |
| Insekten-Alarm                                                                       | Christoph Dittert                                 | 2012 |
| Achtung, Strandräuber!                                                               | Ulf Blanck                                        | 2012 |
| Eiskaltes Spiel                                                                      | Boris Pfeiffer                                    | 2012 |
| Der Spinnenmensch                                                                    | Boris Pfeiffer                                    | 2014 |
| Die Matschbombe                                                                      | Christoph Dittert                                 | 2014 |
| Achtung, Katzendiebe!                                                                | Karen-Susan Fessel, Regina Nössler                | 2014 |
| Jagd im Dunkeln                                                                      | Christoph Dittert                                 | 2014 |
| Kampf der Roboter                                                                    | Boris Pfeiffer                                    | 2014 |
| Basketball-Fieber                                                                    | Ulf Blanck                                        | 2014 |
| Weihnachtsrätselbuch                                                                 | Ulf Blanck, Boris Pfeiffer, Kim Schmidt, Jan Saße | 2018 |
| Mission Graffiti-Code                                                                | Nina Schiefelbein, Kim Schmidt                    | 2020 |
| Mission Kaugummi-Code                                                                | Nina Schiefelbein, Marco Armbruster               | 2021 |
| Mission Fußball-Code                                                                 | Nina Schiefelbein, Marco Armbruster               | 2022 |
| Pocket-Bücher der Aktion Stiftung Lesen (McDonald’s exklusiv)                        |                                                   |      |
| Gefährliche Schatzsuche                                                              | Ulf Blanck                                        | 2012 |
| Mission Pinguin                                                                      | Boris Pfeiffer                                    | 2013 |
| Die versunkene Stadt                                                                 | Ulf Blanck                                        | 2013 |
| Diamanten-Diebe                                                                      | Boris Pfeiffer                                    | 2013 |
| Ruf der Waldgeister                                                                  | Ulf Blanck                                        | 2016 |
| Falsche Spuren                                                                       | Boris Pfeiffer                                    | 2023 |
| Comics                                                                               |                                                   |      |
| Strandpiraten (Comic)                                                                | Ulf Blanck, Kim Schmidt                           | 2014 |
| Vorsicht, Verbrecher! (Comic)                                                        | Christian Hector                                  | 2016 |
| Die Wikinger kommen! (Comic)                                                         | Christian Hector                                  | 2018 |
| Diamantenraub (Comic)                                                                | Boris Pfeiffer, Kim Schmidt                       | 2019 |
| Chaos in Rocky Beach! (Comic)                                                        | Christian Hector, Björn Springorum                | 2020 |
| Fußball, Ferien, Freunde! (Comic)                                                    | Christian Hector, Björn Springorum                | 2021 |
| Gruselnächte in Rocky Beach (Comic)                                                  | Björn Springorum, S.L. Comicon                    | 2023 |
| Das Kirsch-Komplott (Comic)                                                          | Calle Claus, Oliver Ferreria                      | 2024 |
| Sachwissen                                                                           |                                                   |      |
| Diebstahl im All                                                                     | Anja Körner                                       | 2023 |
| Die Rekorde-Jagd                                                                     | Anja Körner                                       | 2023 |
| Weitere Specials                                                                     |                                                   |      |
| Meine Freunde (Freundschaftsbuch)                                                    | Ulf Blanck, Boris Pfeiffer, Ben Nevis             | 2010 |
| Detektivhandbuch: Die besten Tricks von Justus, Peter und Bob                        | Ulf Blanck                                        | 2011 |
| Das geheime Buch: Hast du den Mut, diese Seiten zu öffnen?                           | Ulf Blanck                                        | 2011 |
| Der Kirschkuchendieb (Mit 30 leckeren Kochrezepten)                                  | Boris Pfeiffer, Dagmar Reichel                    | 2012 |
| Mein Schulanfang (Erinnerungsalbum)                                                  | –                                                 | 2012 |
| Das gefährlichste Buch der Welt: Hast du den Mut, diese Seiten zu öffnen?            | Ulf Blanck                                        | 2013 |
| Spuk in der Schule                                                                   | Boris Pfeiffer                                    | 2014 |
| Happy Birthday! – Ein Fall für deinen Geburtstag                                     | Boris Pfeiffer                                    | 2015 |
| Das gruseligste Buch aller Zeiten: Hast du den Mut, diese Seiten zu öffnen?          | Ulf Blanck                                        | 2015 |
| Detektivhandbuch: Die besten Tricks von Justus, Peter und Bob                        | Ulf Blanck, Jan Saße                              | 2016 |
| Bundesliga-Alarm                                                                     | Boris Pfeiffer                                    | 2017 |
| Das außerirdische Buch: Hast du den Mut, diese Seiten zu öffnen?                     | Ulf Blanck, Kim Schmidt                           | 2017 |
| Das Witzebuch: zum Schrottlachen                                                     | Markus Brinkmann, Jan Saße, Kim Schmidt           | 2018 |
| Meine Freunde (Freundschaftsbuch)                                                    | Christina Wittig-Tausch, Jan Saße, Kim Schmidt    | 2019 |
| SOS Schnitzeljagd (45 Outdoor-Tipps und Survival-Kompass)                            | Ulf Blanck, Jan Saße, Astrid Schulte              | 2019 |
| Das ekligste Buch aller Zeiten: Hast du den Mut, diese Seiten zu öffnen?             | Ulf Blanck, Kim Schmidt                           | 2019 |
| Schülerwitze: zum Schrottlachen                                                      | Jan Saße, Kim Schmidt                             | 2020 |
| Team Bundesliga                                                                      | Boris Pfeiffer, S.L., Comicon, Jan Saße           | 2020 |
| Das verrückteste Buch aller Zeiten: Bist du crazy genug, diese Seiten zu öffnen?     | Ulf Blanck, Kim Schmidt                           | 2021 |
| Sammelbände                                                                          |                                                   |      |
| Alarm in Rocky Beach (Chaos vor der Kamera, Gefahr aus dem All, In der Geisterstadt) | Ulf Blanck                                        | 2006 |
| Piraten in Rocky Beach (Gruft der Piraten, Internetpiraten, Rettet Atlantis!)        | Ulf Blanck                                        | 2008 |
| Geisterstunde (Spuk in Rocky Beach, Im Geisterschiff, Die Gruselfalle)               | Ulf Blanck, Boris Pfeiffer                        | 2009 |
| Auf Rätseljagd (Flucht in die Zukunft, SOS über den Wolken, Im Reich der Rätsel)     | Ulf Blanck                                        | 2010 |
| In Seenot (Piraten an Bord, Delfine in Not)                                          | Ulf Blanck, Boris Pfeiffer                        | 2011 |
| Faule Tricks (Vorsicht, Falschgeld!, Verhexter Regentanz)                            | Ulf Blanck, Boris Pfeiffer                        | 2011 |
| Fußballwunder (Fußball-Alarm, Fußballgötter, Falsche Fußballfreunde)                 | Ulf Blanck, Boris Pfeiffer                        | 2012 |
| Geisternacht (Nacht unter Wölfen, Die Geisterjäger, Nacht im Kerker)                 | Ulf Blanck                                        | 2012 |
| Gefährliche Jagd (Die Müllmonster, Rätseljagd)                                       | Ulf Blanck, Boris Pfeiffer                        | 2013 |
| Goldrausch (Fluch des Goldes, Einarmige Banditen, Falsches Gold)                     | Ulf Blanck, Boris Pfeiffer                        | 2013 |
| Tatort Wildnis (Spur in die Wildnis, Die Schmugglerinsel, Insel der Haie)            | Ulf Blanck, Boris Pfeiffer                        | 2014 |
| Räuberjagd (Das Rätsel der Marabus, Astronaut in Gefahr)                             | Christoph Dittert                                 | 2015 |
| Stranddiebe (Achtung, Strandräuber!, Eiskaltes Spiel)                                | Boris Pfeiffer, Ulf Blanck                        | 2016 |
| Superhelden (Kampf der Roboter, der Spinnenmensch)                                   | Boris Pfeiffer, Ulf Blanck, Harald Juch, Jan Saße | 2019 |
| Schatzräuber (Die Schokofalle, Mission Maulwurf)                                     | Boris Pfeiffer, Ulf Blanck                        | 2020 |
| Magische Schurken (Im Bann Des Zauberers, Mächtige Magier)                           | Ulf Blanck                                        | 2025 |